# Joaquín Pasos
Joaquín Pasos Argüello (Granada, 14 de mayo de 1914 - Managua, 20 de enero de 1947) fue un poeta, dramaturgo y ensayista nicaragüense. Integrante del Movimiento de la Vanguardia de Nicaragua y su poema más representativo ha sido Canto de la guerra de las cosas.

## Biografía
Nació en Granada, el 14 de mayo de 1914. Comenzó a escribir poesía, siendo muy joven. Desde 1929, con tan sólo 16 años, entra a formar parte del grupo "Movimiento de Vanguardia", en el que se cuentan, entre otros, José Coronel Urtecho, Pablo Antonio Cuadra, Manolo Cuadra, Alberto Ordóñez Argüello, Luis Alberto Cabrales y Ricardo José García González.
Pasos fue el miembro más joven del grupo, y abanderó la tendencia que se conoció como "Anti-Parnaso", por la decisiva lucha contra las formas parnasianas imperantes en las letras nicaragüenses de aquella época. En 1932 se graduó en el Colegio Centroamérica. 
Colaboró en diversas publicaciones vinculadas a las vanguardias literarias de la época, como el periódico La Reacción, o la revista humorística Los Lunes, donde alcanzó notable popularidad. En varias ocasiones fue encarcelado por sus sátiras contra el dictador Somoza.
En 1939 escribió junto a José Coronel Urtecho una pieza teatral titulada Chinfonía burguesa.

## Muerte
Murió en Managua, el 20 de enero de 1947 a los 32 años de edad debido a problemas de salud provocados por el alcoholismo, sin haber llegado a reunir su obra poética en forma de libro. Su muerte fue devastadora para grandes poetas y familiares cercanos a él, aunque nunca tuvo eso que lo mantuvo en contacto con sus amigos más cercanos. Joaquín Pasos tenía leucemia, enfermedad que lo atormentó desde su infancia y quedó remarcada en su constante creación poética de urgencia.

## Antología póstuma
En el año de 1947, después de su muerte, fue publicada una antología de su obra titulada Breve Suma. En 1962 Ernesto Cardenal realizó una nueva antología más completa bajo el título de Poemas de un joven.
Sus poemas fueron agrupados de acuerdo al plan que el mismo Joaquín había diseñado: Poemas de un joven que no ha viajado nunca (que incluía poemas sobre países que nunca visitó); Poemas de un joven que no ha amado nunca (que incluía su poesía amorosa); Poemas de un joven que no sabe inglés (que incluía sus poemas en esa lengua, que aprendió sin maestro desde niño); y además, Misterio indio (sus poemas de temática indígena). 

### Poemas destacados
Su poema Canto de guerra de las cosas está considerado como el más importante de su producción; su poema Coral de mendigos es digno de la antología latinoamericana más exigente, fue su poema más conocido de toda América, junto con Pablo Antonio Cuadra pudo lograr eso.

### Homenaje
El cantautor catalán Joan Manuel Serrat, le dedicó un tema en el álbum "...para Piel de Manzana" de 1975, titulado "Epitafio para Joaquín Pasos".